# Fortunato Bartolomeo De Felice
Fortunato Bartolomeo De Felice ou Fortuné-Barthélemy de Félice est un encyclopédiste et éditeur originaire d'Italie, né à Rome le 24 août 1723 et mort à Yverdon le 7 février 1789.
Il est connu pour être l'auteur principal et l'éditeur de l'Encyclopédie dite d'Yverdon.

## Biographie
De Felice est le fils ainé d’une famille originaire de Naples. Il étudie chez les Jésuites au Collège romain, puis dans un couvent des frères mineurs réformés à Brescia, où il étudie les mathématiques et la philosophie auprès de Fortunato da Brescia. Il est ordonné prêtre en 1746. Il enseigne ensuite les sciences à Rome et à Naples. Forcé de quitter Naples par suite d'une intrigue amoureuse, avec sa première femme, Agnese Arcuato, Countessa di Panzutti, il erre longtemps en Italie et en Suisse, se fixe vers 1756 à Berne, s'y lie avec Albrecht von Haller et embrasse la religion protestante.
Il s’installe plus tard à Yverdon pour monter un établissement d'imprimerie, d'où sortent de nombreux ouvrages. Il dirige en même temps avec succès un pensionnat. Après avoir traduit de l'anglais ou du français et latin et en italien des ouvrages scientifiques qu'il voulait faire connaître à l'Italie (Descartes, Maupertuis, d'Alembert, Newton), il rédige à partir de 1758, avec Vincent Bernard de Tscharner, des journaux littéraires et scientifiques estimés.
Il édite les Principes de droit naturel et des gens de Jean-Jacques Burlamaqui, qu'il abrège ensuite sous le titre de Leçons de droit de la nature et des gens, 1769, donne en 1770 des Leçons de logique.
Il publie enfin, de 1770 à 1780, l'Encyclopédie ou dictionnaire universel raisonné des connaissances humaines, dite Encyclopédie d'Yverdon en 48 volumes in-4°, immense ouvrage, dont l'Encyclopédie parisienne forme la base, et pour laquelle il s'assure le concours de prestigieux collaborateurs suisses, tels Leonhard Euler, Albrecht von Haller, mais aussi étrangers comme le français Joseph Jérôme Lefrançois de Lalande. Au-delà l'encyclopédie est aussi une compilation par de Félice des meilleurs ouvrages de l'époque.
Fin 1788, ruiné, il est contraint de vendre l'essentiel de ses biens dont sa propriété de Bonvillars et sa bibliothèque.

## Famille
La vie familiale de De Felice fut mouvementée. Sa première épouse est la Countessa di Panzutti, Agnese Arcuato, qu'il a sauvée de l'emprisonnement. Veuf, il se remarie le 29 décembre 1759 avec Catherine-Suzanne Wavre qui lui donnera 9 enfants. Veuf à nouveau, il se remarie 6 mois plus tard avec Louise-Marie Perrelet, fille d'un futur collaborateur de l'Encyclopédie d'Yverdon. Elle décède à son tour, accidentellement, le 17 septembre 1774 à Bonvillars. Enfin, deux mois plus tard il épouse Jeanne-Salomé Sinnet. Il aura en tout 13 enfants.

## Œuvres
Outre l'encyclopédie d'Yverdon, De Félice est l'auteur ou l'éditeur des ouvrages suivants.
- Dictionnaire de justice naturelle et civile, 1778, 13 volumes in-4.
- Dictionnaire géographique, historique et politique de la Suisse, Neuchâtel, 1775, 2 vol.

## Sources
Fonds=Fondation De Felice (1770-2009) [4,55 ml] Collection : Archives privées; Cote CH-000053-1 PP 924. Archives cantonales vaudoises (présentation en ligne= https://davel.vd.ch/detail.aspx?ID=201126]